# Golambanua II
Golambanua II is een bestuurslaag in het regentschap Nias Selatan van de provincie Noord-Sumatra, Indonesië. Golambanua II telt 1344 inwoners (volkstelling 2010).